# リゾート・ワールド・セントーサ
リゾート・ワールド・セントーサ（Resorts World Sentosa）は、シンガポールのセントーサ島にある統合型リゾート（IR）である。65.9億シンガポールドルを投資してゲンティン・グループ（Genting Group）によって開発された。メイン・アトラクションとしては、ユニバーサル・スタジオ・シンガポール、世界最大級の水族館シー・アクアリウムやシンガポール初となるカジノなどがあり、客室数1830室のホテルも併設されている。
リゾートはセントラル・ゾーン（Central zone）、ウエスト・ゾーン（West zone）、イースト・ゾーン（East zone）の合計3つのゾーンに分かれている。